# Fenestella (Architektur)

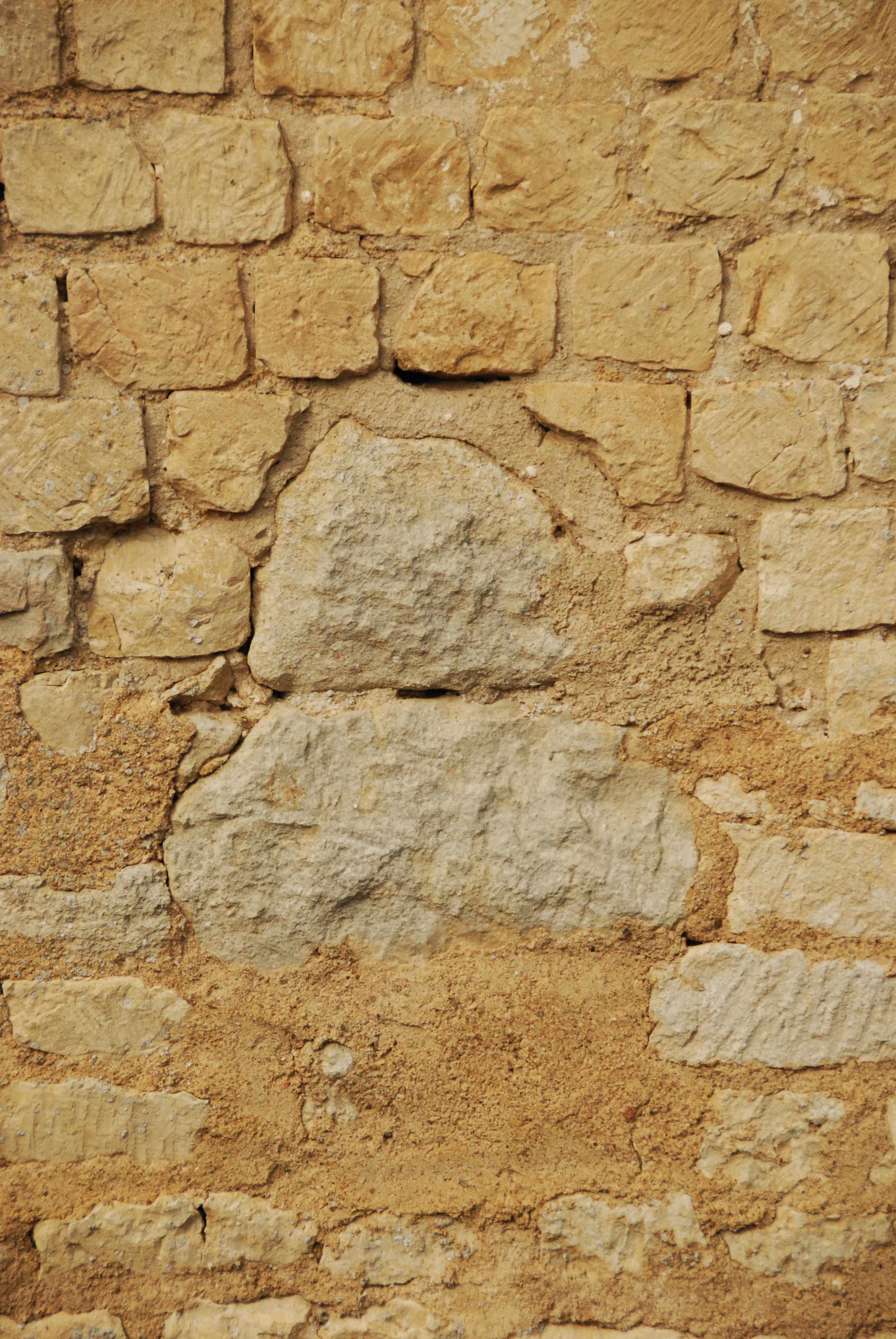
Zugemauerte Fenestella im Chor der Pfarrkirche von Civaux

Eine Fenestella (Verkleinerungsform von lateinisch fenestra = Fensterlein) ist in der kunsthistorischen und theologischen Fachliteratur eine fensterartige Öffnung auf einen im Allgemeinen nicht oder nur eingeschränkt zugänglichen Ort, an dem Heiligenreliquien geborgen sind (oder der hagiographisch bedeutsam ist), um direkten oder indirekten Kontakt mit diesen zu ermöglichen und sie zugleich zu schützen.

## Beispiele
Eine Ringkrypta mit Fenestella findet man beispielsweise in St. Peter in Rom, in St. Emmeran in Regensburg und in der Einhards-Basilika in Seligenstadt.
In der Pfarrkirche von Civaux gibt es außen in der Chorapsis eine Fenestella, die aber zugemauert ist.

## Unterscheidung
Ist das Reliquiengrab durch einen senkrechten Schacht zu sehen, spricht man eher von einer Cataracta.